# Lungarno degli Acciaiuoli

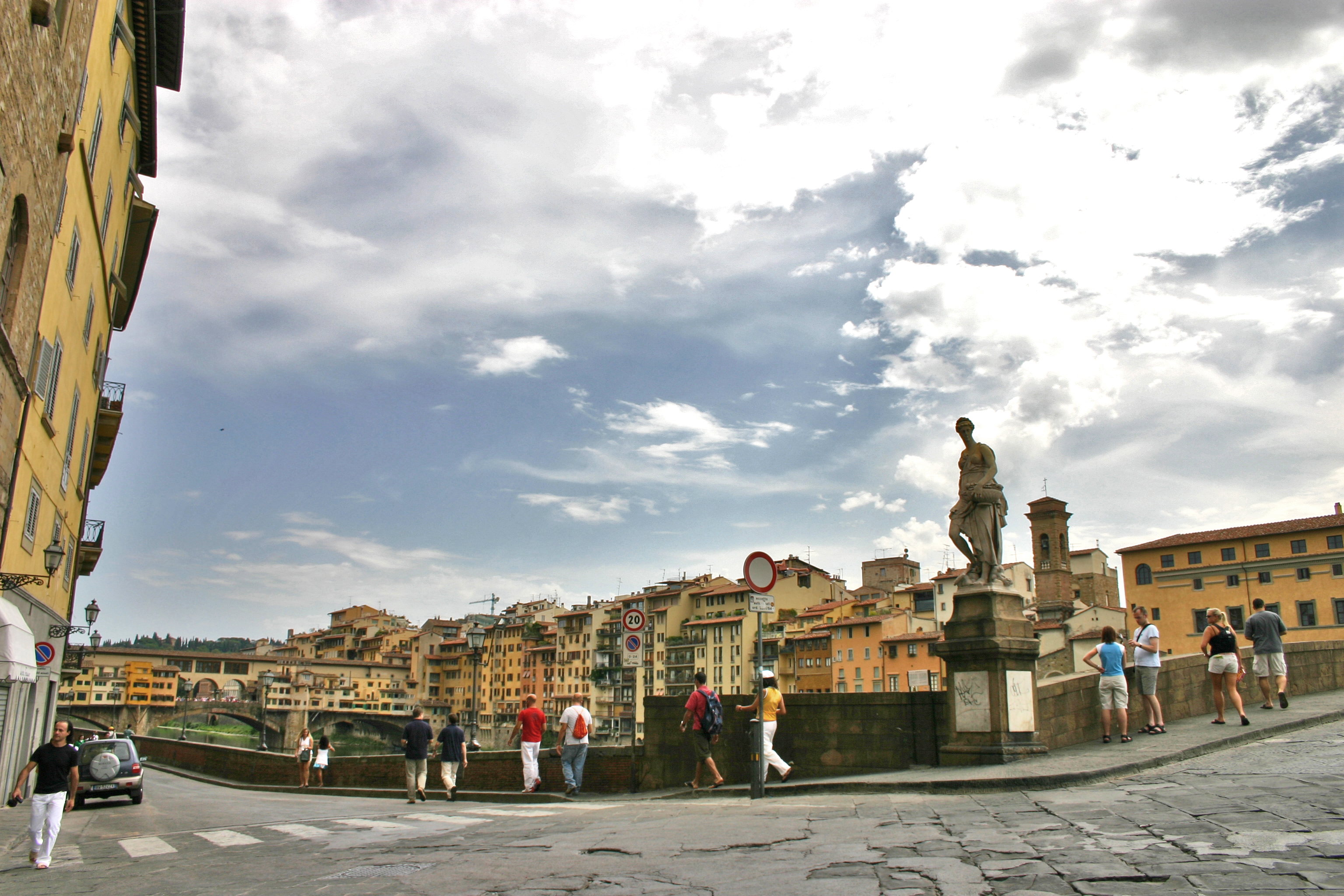
Il lungarno dal Ponte Santa Trinita

Il lungarno degli Acciaiuoli è quel tratto della sponda nord dei lungarni fiorentini che va dal Ponte Vecchio al ponte Santa Trinita.
Vi si affacciano la torre dei Consorti e un lato del palazzo Spini Feroni, sede della maison e del museo di Salvatore Ferragamo.

## Storia
Il lungarno prende il nome dal palazzo principale della famiglia Acciaiuoli che vi si affacciava, finché non venne distrutto dalle mine tedesche dell'agosto del 1944, che ridussero tutte le vie attorno al Ponte Vecchio a un cumulo di macerie. Negli anni cinquanta si procedette ad una ricostruzione moderna, che cercasse di ricreare le forme e le dimensioni antiche degli edifici, con risultati di compromesso che destarono numerose polemiche.
In tempi più antichi il lungarno si chiamo "dei Cappellai", che concentravano in questa zona le loro botteghe, e nel XIX secolo vi si affacciavano due dei più importanti alberghi della città: il Grand Hotel Royal de l'Arno e l'Hotel Royal de la Grande Bretagne, nei quali soggiornarono personalità come Charles Dickens, Henry James e molti altri. Esiste ancora invece la storica Pensione Berchielli, dove amava alloggiare il critico Romain Rolland.
Nel 1823 il lungarno venne ampliato, facendo abbattere lo storico arco dei Pizzicotti che si trovava a ridosso del palazzo Spini Feroni.

## Lapidi
Tra il 2 e il 4 nel 2017 è stata posta una lapide trilingue che ricorda il pittore e umanista russo Nikolaj Konstantinovič Rerich, promotore del Patto Roerich per la protezione dei luoghi di cultura:
| ___ NICHOLAS ROERICH (1874 - 1947) UMANISTA E PITTORE RUSSO CREATORE DEL PATTO ROERICH PER LA PROTEZIONE DEL PATRIMONIO CULTURALE SOGGIORNÒ QUI NEL 1906 PRESSO L'ALLORA GRAN HOTEL ROYAL DE L'ARNO RUSSIAN HUMANIST AND PAINTER CREATOR OF THE ROERICH PACT FOR THE PROTECTION OF CULTURAL HERITAGE STAYED HERE IN 1906 AT THE THEN CALLED GRAND HOTEL ROYAL DE L'ARNO РУССКИЙ ГУМАНИСТ И ХУДОЖНИК СОЗДАТЕЛЬ ПАКТА РЕРИХА О ЗАЩИТЕ КУЛЬТУРНОГО НАСЛЕДИЯ ОСТАНАВЛИВАЛСЯ В 1906 ГОДУ В ЭТОМ ОТЕЛЕ НАЗЫВАВШЕМСЯ ТОГДА ГАНД ОТЕЛЬ РОЯЛЬ ДЕЛЬ АРНО IL COMUNE POSE NELL'ANNO 2017 |

Sul numero 14 una lapide ricorda il soggiorno dello scrittore Romain Rolland:
| ROMAIN ROLLAND INSIGNE SCRITTORE E CRITICO D'ARTE QUI SOGGIORNÒ NEL 1911 |

All'84-86 rosso, su palazzo Spini Feroni:
| AVSPICIIS. ET. MVNIFICENTIA FERDINANDI. III. M. D. ETR. AEDIVM. SPINORVM. PARTEM ARCV. VIAE. IMPOSITO. FLVMINI. ANTEA. IMPENDENTEM GRAVI. PERICVLO. DILAPSVRAM COMMVNE. FLORENTINORVM AD. CIVIVM. SECVRITATEM. ET. MAIOREM. AMOENITATEM. LOCI SOLO. AEQVANDAM. CVRAVIT ANNO. MDCCCXXIII. VEXILLIFERO. IACOBO. COMITE. GVIDO |

La traduzione è: "Sotto gli auspici e per munificenza di Ferdinando III granduca di Toscana, il Comune di Firenze nell'anno 1823, essendo gonfaloniere il conte Iacopo Guidi, fece demolire per sicurezza dei cittadini e maggiore bellezza del luogo, la parte delle case degli Spini che prima si affacciava sul fiume sopra un arco posto a cavallo della via e che minacciava di crollare con grave pericolo".